# Luis Gómez-Escolar
Luis Gómez-Escolar Roldán (né en 1949 à León) est un auteur et compositeur espagnol.

## Carrière
Il fait partie du groupe folk Aguaviva alors qu'il étudie la psychologie à l'université. Après la dissolution du groupe en 1979, il continue à collaborer avec deux autres membres, Honorio Herrero et Julio Seijas. Tout d’abord, il sort un album solo sous le nom de scène de Simone, avec une production de Herrero et Seijas.
Les trois forment également le groupe satirique La Charanga del Tío Honorio de 1975 à 1978, qui obtient un grand succès commercial avec la chanson Hay que lavalo. De plus, ils commencent à composer des chansons pour d'autres artistes ayant un style similaire.
À cette époque, sa compagne est la chanteuse Cecilia.
Après ces débuts, et après la mort prématurée de Cecilia en 1976, Gómez-Escolar décide de concentrer sa carrière sur l'écriture de chansons, principalement de paroles. Il est apparenté à certains groupes et artistes de la Movida madrilène, comme Radio Futura (dont le premier album est produit par Honorio Herrero) ou Las Chinas, dont la claviériste Miluca Sanz est devenue son épouse. À cette époque, il fonde le label avec Sanz Rara Avis, avec qui il produit, entre autres, les premiers singles du groupe Objective Burma.

## Chansons
Certaines des chansons qu'il a composées ou adaptées en espagnol sont :
| Artiste                        | Chanson                            |
| ------------------------------ | ---------------------------------- |
| Miguel Bosé                    | Amiga                              |
| Miguel Bosé                    | Linda                              |
| Ana Belén                      | Agapimú                            |
| Raffaella Carrà                | Fiesta                             |
| Joe Dassin                     | A ti                               |
| Francis Cabrel                 | La quiero a morir                  |
| Yuri                           | Maldita primavera                  |
| Ricky Martin                   | La bomba                           |
| Ricky Martin                   | La copa de la vida                 |
| Ricky Martin                   | Fuego de noche, nieve de día       |
| Ricky Martin                   | María                              |
| Ricky Martin                   | Volverás                           |
| Ricky Martin                   | Livin' la vida loca                |
| Ricchi e Poveri                | Será porque te amo                 |
| Paloma San Basilio             | Juntos                             |
| Mocedades                      | Amor de hombre                     |
| Sergio Dalma                   | Bailar pegados                     |
| Iván                           | Fotonovela                         |
| Bibi Andersen                  | Sálvame                            |
| Roxette                        | Baladas en español (album complet) |
| Luis Miguel                    | No me puedes dejar así             |
| Camargo & Luciano              | Quién soy yo sin ella              |
| Camargo & Luciano              | Cambia de vida                     |
| Camargo & Luciano              | Entre él y yo                      |
| Camargo & Luciano              | Pensando solo en ti                |
| Jeanette                       | Daría cualquier cosa               |
| Desmadre 75                    | Saca el güisqui, Cheli             |
| Enrique y Ana                  | Amigo Félix                        |
| Andrea Bocelli                 | Por ti volaré                      |
| Andrea Bocelli y Marta Sánchez | Vivo por ella                      |